# TébéSud
TébéSud, anciennement Ty Télé de 2009 à 2013, est une chaîne locale du département du Morbihan diffusée sur le canal 33 de la télévision numérique terrestre. Elle est basée à Lorient.
Elle présente l’information du département et plus largement du Sud de la Bretagne. Elle a par ailleurs créé une unité de programmes communs avec les deux autres chaînes locales de Bretagne (TVR et Tébéo).

## Historique

### Débuts
La chaine obtient en 2008 l’autorisation du Conseil supérieur de l’audiovisuel pour émettre dans le Morbihan. Le budget initial est d’1,2 million d’euros, dont 250 000 euros de venant du conseil général du Morbihan et 200 000 euros de Lorient Agglomération ; Vannes agglo aussi sollicité ne donne pas suite aux demandes de financement. La chaine vise alors un équilibre financier en dépendant pour moitié de ressources publiques, et pour moitié de ressources privées.
Les premiers programmes sont diffusés à partir du 3 juin 2009, et la chaine est officiellement inaugurée le samedi 10 octobre 2009. Des partenariats sont noués avec d'autres chaines locales de la région comme TV Rennes et Tébéo pour des achats de programmes ou des coproductions communes.

### Reprise par leGroupe Télégramme(depuis 2012)
Par suite de dettes importantes, près de 400 000 euros pour un budget annuel de 1,1 million d’euros d’euros, la chaîne est placée en redressement judiciaire en novembre 2011. Une activité commerciale est mise en place pour décrocher des contrats publicitaires plus efficacement, ce qui permet d’assainir les finances.
Une offre de reprise de la chaîne par un groupe d’investisseurs locaux structuré autour du Groupe Télégramme est finalement retenue par le tribunal de commerce de Lorient en novembre 2012.
Signe de ce changement, le 27 septembre 2013, Ty Télé devient TébéSud pour Télé Bretagne Sud, adoptant ainsi une dénomination proche de sa consœur Tébéo.
Le 8 août 2018, les chaînes du groupe Télégramme signent un accord pour rejoindre le réseau national de télévisions locales dénommé « Vià », constitué de 22 chaînes. Cette association a pour but de stabiliser leur modèle économique et d’entrer sur le marché national de publicité en partageant des programmes et des équipements, tout en développant leur communication par la même occasion.
En 2020, à la suite de l’échec du réseau Vià, le groupe  Groupe Télégramme crée la société « Territoires TV » avec trois autres groupes de PQR éditant des chaînes de télévision locales (La Voix du Nord, Sud-Ouest et La Nouvelle République du Centre-Ouest), dans le but de mutualiser des programmes et de disposer d’une régie publicitaire commune,. La régie publictaire « 366#TV » est créée en février 2021, et est détenue à 50 % par la régie publicitaire « 366 » et à 50 % par la société « Territoires TV ».
En 2022, le Groupe Télégramme propriétaire de la chaîne, annonce le risque de fermeture de Tébésud, en cause l’impossibilité du marché publicitaire de compenser la diminution des financements publics,.

### Identité visuelle (logo)

Logo de Ty Télé de juillet 2009 à septembre 2013
Logo de TébéSud depuis septembre 2013

## Partenariats
En 2010, TébéSud a créé une unité de programmes communs avec les deux autres chaînes locales de la région Bretagne (TV Rennes et Tébéo),.
En 2016, un contrat d’objectifs et de moyens a été signé entre la région Bretagne et les principaux diffuseurs télé de Bretagne, France 3, Brezhoweb, Tébéo, TébéSud et TVR, afin de dynamiser la filière audiovisuelle bretonne et en langue bretonne. De nouveaux programmes sont ainsi produits et diffusés en partenariat entre ces chaînes de télévision.

## Programmes

### Ty Télé
À son lancement, la chaîne propose douze heures de programmes inédits par semaine, avec de l’économie, de la politique, du sport ou de la culture. Elle retransmet notamment un magazine d’information de 30 minutes « Route 56 » tous les jours du lundi au vendredi à 18 heures, avec les acteurs du département. Des émissions spéciales sont également proposées pour le Festival interceltique de Lorient, le Jazz en ville, sur des chantiers navals ou chez des agriculteurs. Des programmes diffusées en langue bretonne sont également diffusés.

### TébéSud
Depuis le 14 janvier 2017, une émission consacrée aux Côtes-d'Armor présentée par Mathilde Quéméner est retransmise le samedi à 18 h et aborde différentes thématiques comprenant notamment l’économie, la culture, le sport ou la vie associative du département. Le programme est élaboré en collaboration avec le conseil départemental costarmoricain et les deux autres chaînes bretonnes, et pallie ainsi la disparition d’Armor TV en 2016.

## Diffusion
Cette chaîne gratuite est disponible sur le canal 33 de la TNT dans le Morbihan, canal 363 sur la TV d’Orange, canal 928 sur Freebox TV et canal 382 de la Bbox. Elle n’est pas présente sur SFR TV.

## Équipe[19]
- Marie-Noëlle Pouliquen : directrice
- Christophe Boucher : rédacteur en chef
- Laurent Vilboux : rédacteur en chef des sports
- Carine Chevrollier : chef d’édition
- Fanny L’hotellier : chargée de production et de développement
- Kévin Queillé : réalisation communication et publicité

## Audiences
Selon une étude Médiamétrie reprise par Le Télégramme et réalisée 9 mois après la création de la chaîne, 160 000 téléspectateurs regardent 1 à 2 fois Ty Télé par semaine. Une autre étude sur l’audience de la chaîne de septembre 2017 à juin 2018, publiée en juillet 2019 révèle que 97 000 personnes regardent TébéSud (nom changé en 2013) hebdomadairement (dont 90 000 dans le Morbihan), ce chiffre augmentant au fil des années,.